# Балриск
Балриск (англ. Balreask; ирл. Baile Réisc) — деревня в Ирландии, находится в графстве Мит (провинция Ленстер).

## Демография
Население — 212 человек (по переписи 2006 года). В 2002 году население было 221 человек.
Данные переписи 2006 года:
| Общие демографические показатели |               |                               |                               |      |      |
| Всё население                    | Всё население | Изменения населения 2002—2006 | Изменения населения 2002—2006 | 2006 | 2006 |
| 2002                             | 2006          | чел.                          | %                             | муж. | жен. |
| 221                              | 212           | -9                            | -4,1                          | 105  | 107  |